# Ernst Palandt
Ernst Palandt (* 7. März 1907 in Bochum; † 6. Juli 1979 in Hildesheim) war ein deutscher Orgelbauer.
Palandt wirkte zwischen 1933 und 1969 als Orgelbauer in Halberstadt und Hildesheim. Er ging zunächst eine Partnerschaft mit Wilhelm Sohnle ein und firmierte unter E. Palandt & Sohnle KG. 1952 trennten sich beide, und Palandt arbeitete als Inhaber der Hildesheimer Orgelbauwerkstatt allein weiter. 1970 übernahm der langjährige Mitarbeiter Dieter Kollibay die Firma.
Sein Nachlass ist von besonderer Bedeutung, weil Palandt vor der Zerstörung Hildesheims intensive historische Forschungen zu den von ihm restaurierten und gepflegten Orgeln betrieben und Aktenauszüge hinterlassen hat. Außerdem hat er ein umfangreiches Fotoarchiv aufgebaut. Wenn auch die Arbeiten Palandts an historischen Orgeln nicht mehr dem heutigen Stand des restaurierenden Orgelbaus entsprechen, so hat er doch wesentliche Substanz bewahrt und viele Orgeln erhalten.
Entsprechend sah sich Palandt stilistisch der Orgelbautradition des Norddeutschen Barock verpflichtet.

## Werkeverzeichnis (Auswahl)
| Jahr      | Ort               | Gebäude                  | Bild | Manuale | Register | Bemerkungen |
| --------- | ----------------- | ------------------------ | ---- | ------- | -------- | --- |
| 1940–1944 | Aschersleben      | St.-Stephani-Kirche      |      | III/P   | 51       | Erweiterungsumbau der Orgel von Ernst Röver (1907) hinter Prospekt von Edmund Schulze (1855) |
| 1953      | Hildesheim        | St. Lamberti             |      | III/P   | 29       | technischer Neubau in historischem Barockgehäuse unter Verwendung historischen Pfeifenmaterials, Hauptwerk von Johann Conrad Müller (1765), Rückpositiv aus dem Anfang des 18. Jahrhunderts; Ausbau eines Brustwerks vorbereitet |
| 1958      | Braunschweig      | Brüdernkirche, Chororgel |      | I/P     | 9        | in barockem Gehäuse, heute integriert als Rückpositiv der Steinmann-Orgel, getrennt spielbar |
| 1958      | Braunschweig      | Heilig-Geist-Kirche      |      | II/P    | 25       | Die Disposition geht auf die Orgel der St.-Mauritius-Kirche (Hildesheim) zurück. |
| 1965      | Bartolfelde       | St.-Bartholdi-Kirche     |      | II/P    | 13       | |
| 1965      | Katlenburg-Lindau | Ev. Kirche               |      | II/P    | 14       | |

## Veröffentlichungen
- Hildesheimer Orgelchronik 1962. 1. Heft. Ein Bildwerk als Tätigkeitsbericht zum 25- bzw. 140-jährigen Bestehen der Hildesheimer Orgelbauwerkstatt, Hildesheim 1962.
- Hildesheimer Orgelchronik 1969. 2. Heft. Orgelwerke, Orgelbauer und Organisten der Hildesheimer Neustadt, Hildesheim 1969.
- Hildesheimer Orgelchronik 1973. 3. Heft. Geschichte der Domorgeln, Hildesheim 1973.
- Hildesheimer Orgelchronik 1975. 4. Heft. Die Geschichte der Orgelwerke in St. Andreas zu Hildesheim, Hildesheim 1975.
- Die Geschichte der Orgelwerke in St. Godehardi. In: Alt-Hildesheim 48 (1977), Jahrbuch für Stadt und Stift Hildesheim Heft 1, 1919 – Heft 62, 1991.
- Mit Co-Autor Franz Philipp Liste: Die Hildesheimer Handschrift: Bestandsaufnahme aller Orgeldispositionen im Anfang d. 19. Jahrhunderts, Verlag Lax, 1976.
- Von deutscher Orgelbaukunst: eine kulturhistorische Werkstattstudie, Hildesheim 1934.
- Organographia historica Cellensis; Hildesheim 1932.

ferner:
- Johann Hermann Biermann, Organographia Hildesiensis specialis, Hildesheim 1738, Reprint mit einem Nachwort von Ernst Palandt, Kassel 1930, S. 23–24.